# Церква Різдва Пресвятої Богородиці (Полонне)
Церква Різдва Пресвятої Богородиці — православний трибанний храм в селі Бортники (в 1967 році село ввійшло до складу міста Полонного). Збудована в 1729 році на кошти прихожан. Знищена в 1937 році радянською владою.

## Історія парафії Різдва Богородиці
Біля річки Хомори на Малих Бортниках в 1729 році була зведена "Церквь во имя Рождества Пресв. Богородицы". Дерев'яна, на кам'яному фундаменті, покрита жерстю, пофарбована зеленою та білою фарбою. В 1893 році храм був розширений новим притвором.
В XIX ст. до церкви були приписані: більша частина села Ганнусине (Видранка, Вигнанка), частково село Буртин, поселення поряд Буртина на лісопильному заводі, частково хутір Дружня, хутір Жуківка, хутір Тартак, хутір Беркути, хутір Проньків, хутір Мартинюки, хутір Смолярня-Нова, хутір Хмелівка, хутір Новаки, хутір Загуба (Охреї), "Церковний" хутір, хутір в Тетьківському лісі, хутір Левка Демидюка, двір в хуторі Осмаляна, житло в лісі Бейзима, хата в селі Понінка, житло в Новому Полонному, двір в Адамові, частина поселення за р.Хоморою в Полонному, частина передмістя Гармаки, частина передмістя Горошки та Тернів.   
Дворів в приході було 182, прихожан 1433, римо-католиків - 104, лютеран - 7, юдеїв  - 50.  
Церковної землі 74 дес. 1955 саж.: присадибної - 3 дес. 2039 саж., орної - 28 дес 320 саж., сінокосної разом з лісом - 42 дес. 1996 саж..  
На території парафії були пивоварний завод, пилорама, один великий і 5 малих млинів.   
В 1890 році за сприяння поміщика Карвіцького зведено новий будинок священника та інші присадибні будівлі. На кладовищі знаходився будинок, покритий соломою, призначений для сторожа. Парафії також належала дерев'яна хата-сторожка в церковному лісі.  
В XX столітті при церкві діяла церковно-парафіяльна школа. Бібліотека храму складалась з 55 томів книг релігійно-моральної тематики. В церкві зберігались  копії метричних книг з 1761 року, сповідальних відомостей з 1819 року. 
В 1913 році парафія налічувала 302 двори та 2474 прихожани, в тому числі духовного стану - 11, військових - 446, статських - 36, міщан - 145, селян - 1836.
Церква знаходилась в районі нинішньої вул. Святих Старців (Старченка), 15. При храмові діяли торговий і лікувальний пункти. Знесена в 1937 році, священника репресовано. З матеріалу церкви зроблено зерносховище та акушерську школу.

## Галерея

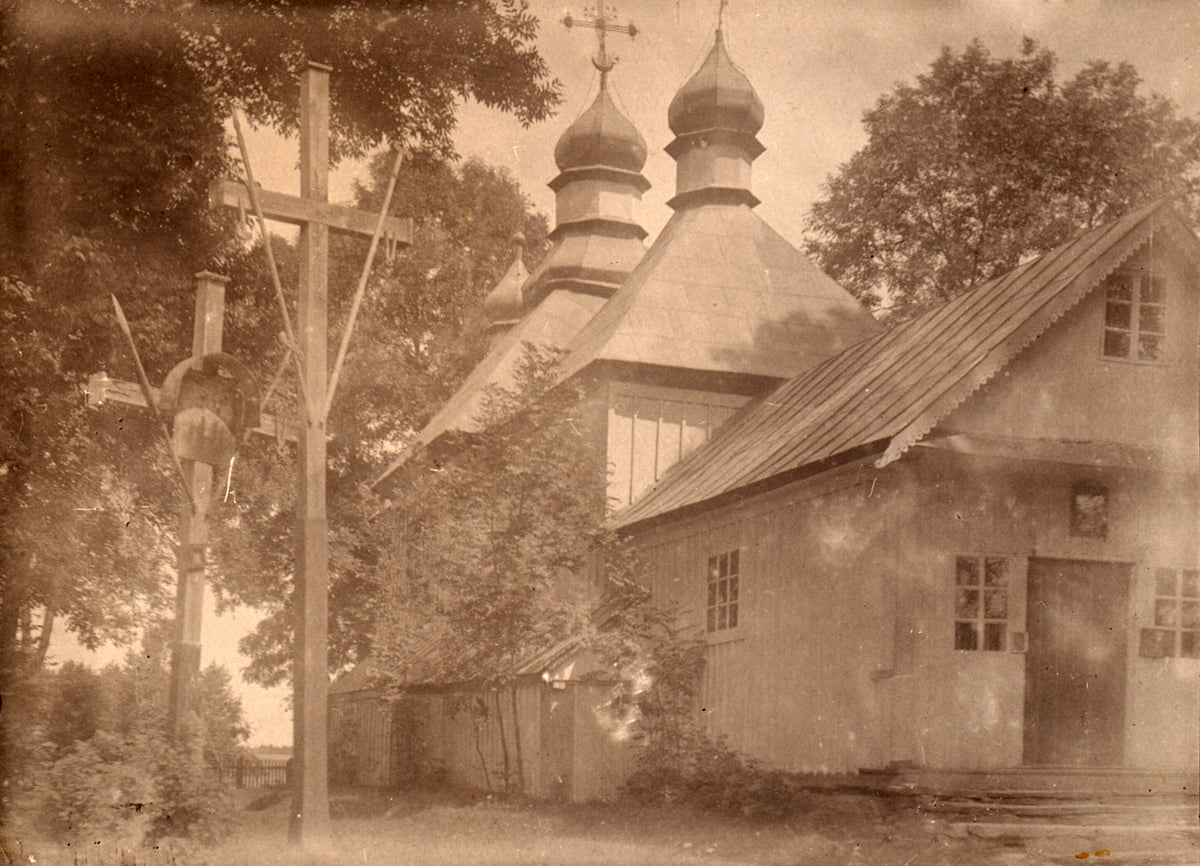
Церква Різдва Пресвятої Богородиці села Бортники
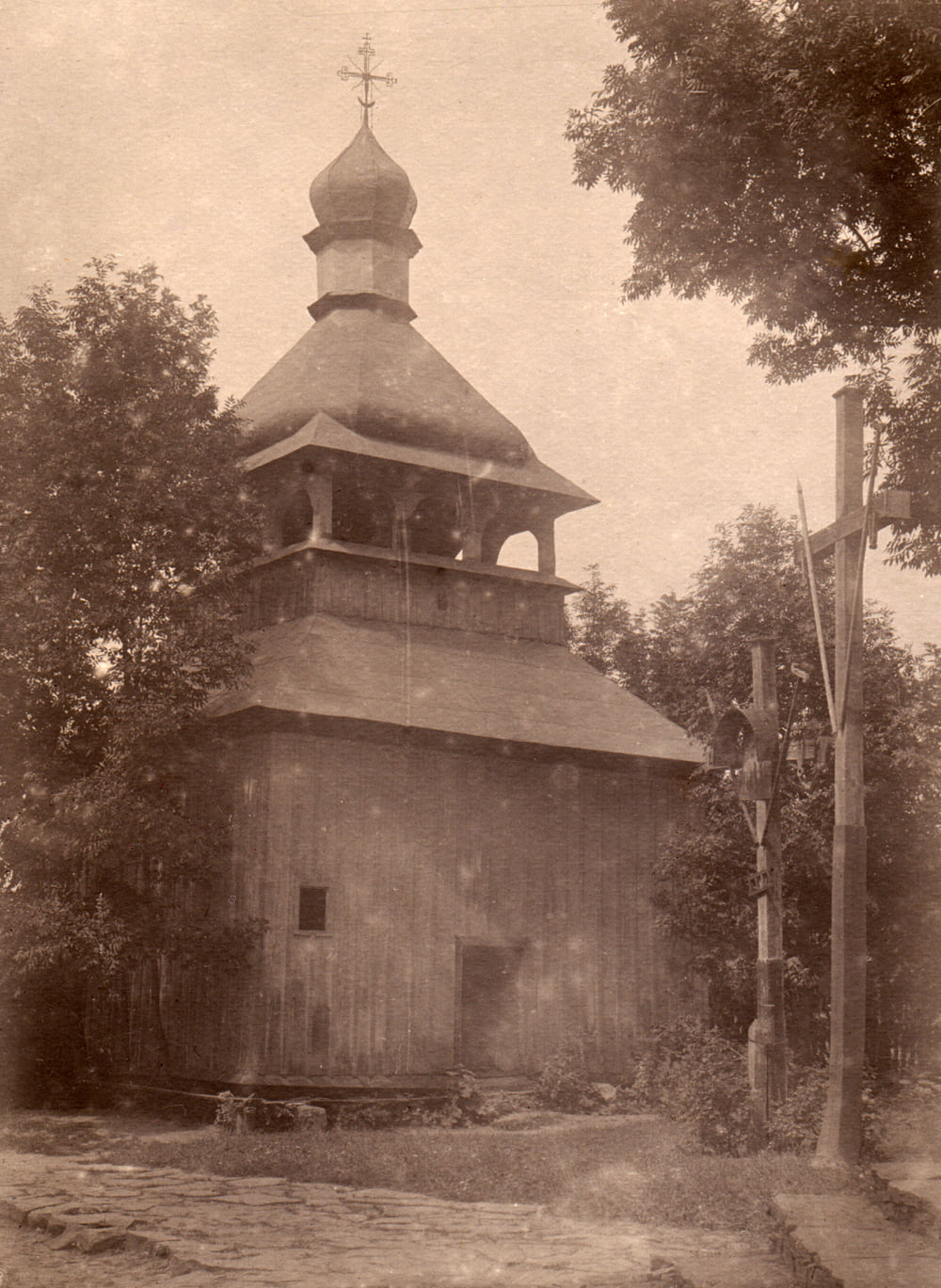
Дзвіниця церкви Різдва Пресвятої Богородиці села Бортники
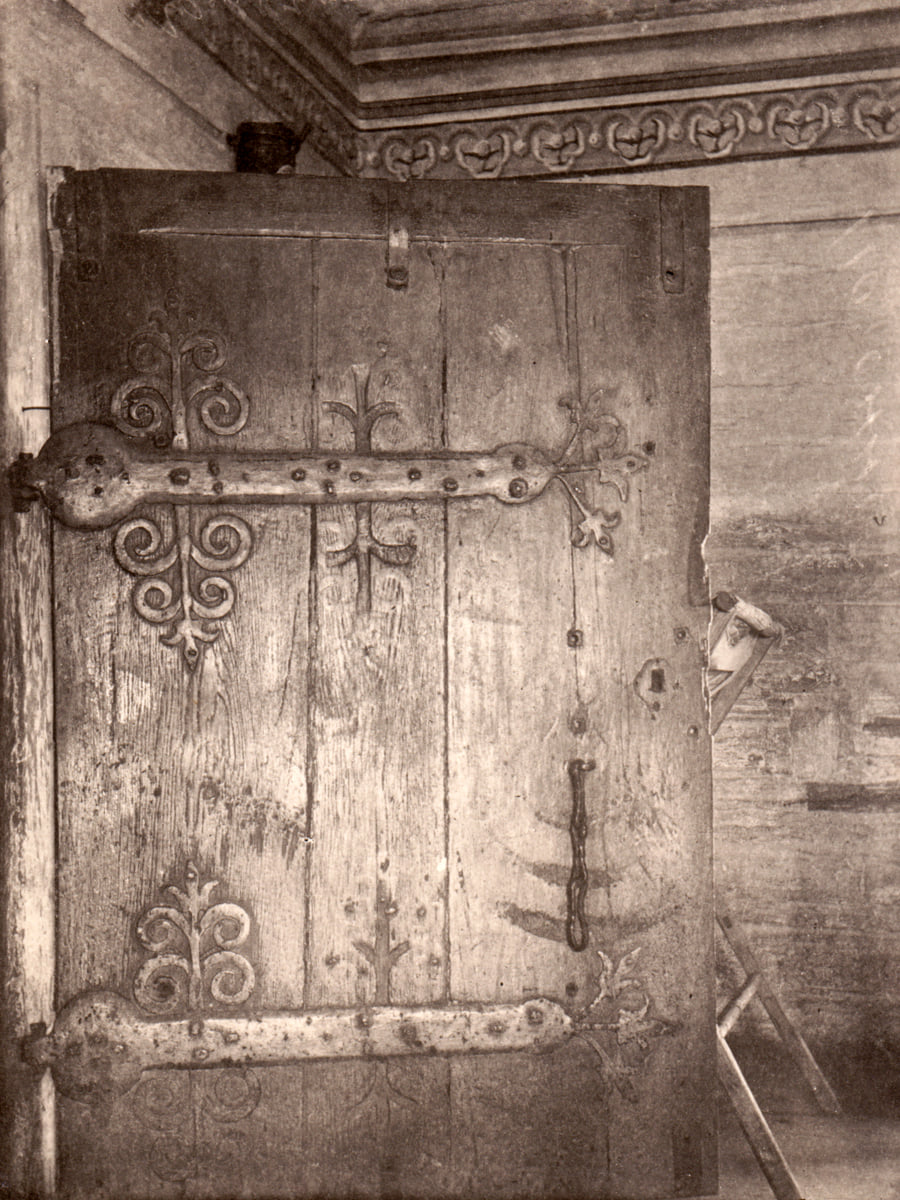
Вхідні двері церкви Різдва Пресвятої Богородиці села Бортники
Зображення Страшного суду в церкві Різдва Пресвятої Богородиці
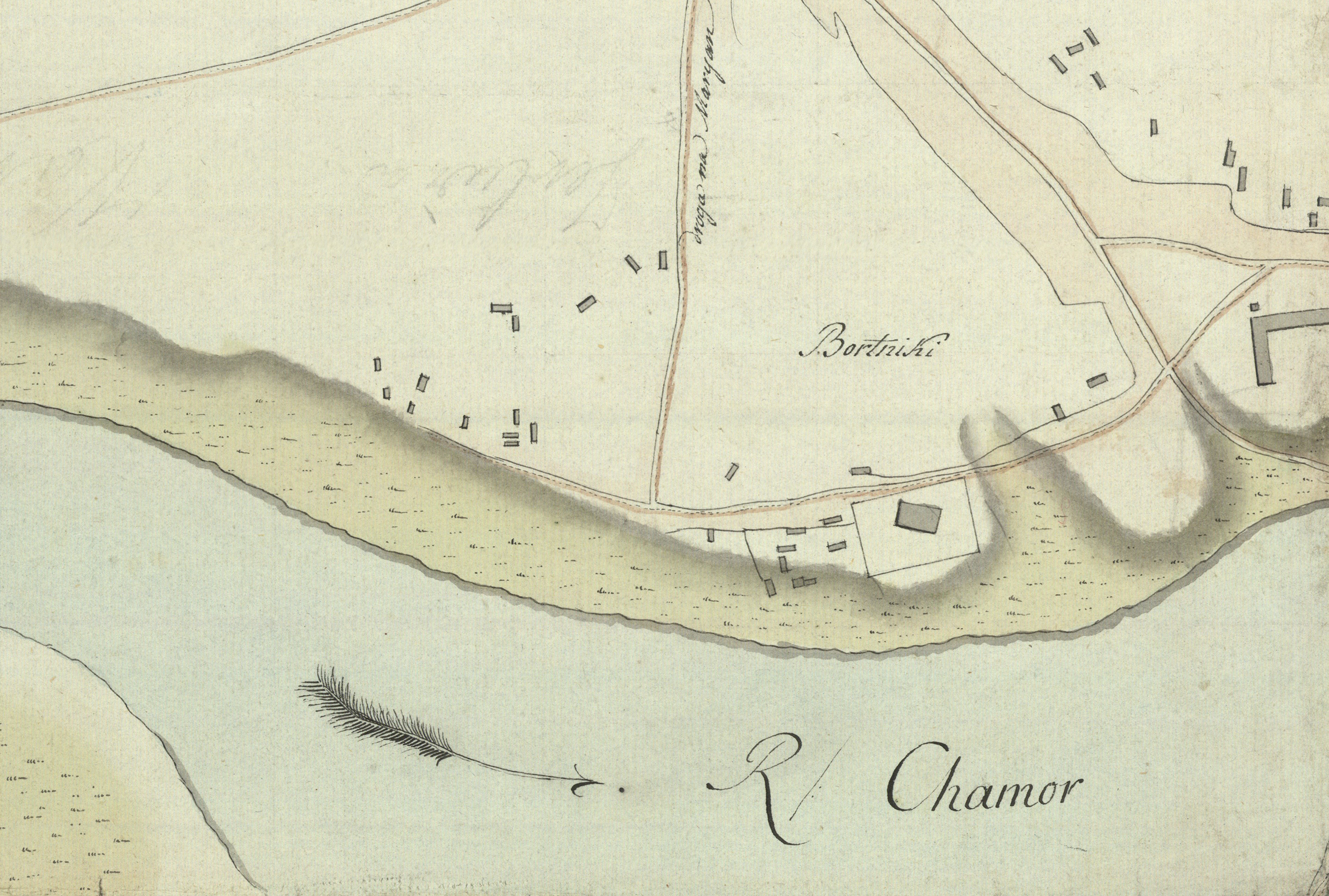
Церква Різдва Пресвятої Богородиці села Бортники на карті 1791 року

## Настоятелі храму
Іван Дмитрович Трушлевич (1751 – ?)
Благочинний Ігнатій Олександрович Немоловський (1794 – ?)
Іуліан Федорович Сінаксаров
Панас Михайлович Білич (1867 – 1937)